# Passage Sainte-Élisabeth
Passage Sainte-Élisabeth je ulice v Paříži v historické čtvrti Marais. Nachází se ve 3. obvodu. Její název je odvozen od sousedícího kostela sv. Alžběty.

## Poloha
Ulice vede od domu č. 195 na Rue du Temple a končí u domu č. 72 na Rue de Turbigo.